# Биологический регресс
Биологический регресс — эволюционное движение, при котором происходит сокращение ареала; уменьшение численности особей из-за неприспособленности к среде обитания; снижение числа видов групп из-за давления других видов, вымирание вида. Палеонтология доказала, что многие виды в прошлом полностью исчезли. Если при биологическом прогрессе некоторые виды развиваются и широко распространяются по всему земному шару, то при биологическом регрессе виды исчезают, не сумев приспособиться к условиям окружающей среды.
Причины биологического регресса: исчезновение способности организмов приспосабливаться к изменениям условий окружающей среды.
К биологическому регрессу подвержены:
- организмы-паразиты;
- животные, ведущие неподвижный образ жизни;
- животные, живущие под землей или в пещерах.

## Примерыдегенерацииорганизмов, перешедших к паразитическому образу жизни

### Примеры регресса у животных
У животных-паразитов (плоские черви) редуцируются органы чувств, пищеварительная система, упрощается нервная система. Вместо этого у них развиваются различные необходимые приспособления-присоски, прищепки, способствующие удержанию в кишечнике хозяина. Самка паразитических ракообразных (усоногие — саккулина) совсем потеряла признаки членистоногих. Она выполняет только одну функцию — откладывание яиц. Бычий цепень паразитирует в кишечнике человека 18—20 лет, производя около 11 млрд яиц. Защищенность яйца телом хозяина обеспечивает высокую плодовитость и процветание червей.

### Примеры регресса у растений
Регресс у растений тесно связан с паразитическим образом жизни. Например, волчок подсолнечный — растение-паразит, существующий на корнях подсолнечника, конопли, клевера. Стебли у него темноватого оттенка, усоподобные листья лишены хлорофилла, поэтому при помощи присосок они внедряются в стволы других растений и высасывают их питательные вещества.
Другое растение-паразит — повилика. У повилики редуцированы корни и листья. Вместо корней появляются специфические органы — присоски, которыми она внедряется в стебель растения и всасывают необходимые питательные вещества (сок). Растения-паразиты прочно прикрепляются к растению-хозяину и с трудом отделяются от хозяина.

## Примеры дегенерации у организмов, ведущих неподвижный образ жизни
У животных, ведущих неподвижный образ жизни, орган движения действует только в период личиночной стадии, хорда редуцирована. Например, единственный представитель отдельного типа брахиата — погонофора — живет на дне моря, ведет неподвижный образ жизни. У погонофоры есть мозг и сердце, но рот и желудок редуцированы, органами дыхания являются щупальца. Из-за неподвижного образа жизни они не похожи на животных. Во внутренней части щупалец имеются длинные тонкие волоски, которые снабжены кровеносными сосудами. В воде волоски выходят из трубки, и к ним прикрепляются микроорганизмы. Когда последних становится много, погонофоры затягивают волоски внутрь. Под влиянием ферментов мелкие организмы перевариваются и впитываются внутренними выростами.
Зачаточный кишечник у зародыша погонофоры доказывает наличие органов пищеварения у предков. Из-за прохождения процесса пищеварения вне организма органы пищеварения погонофор редуцировались.

## Примеры дегенерации животных, живущих под землей или в пещерах
В пещерах бывшей Югославии и Южной Австрии обитает протей из класса земноводных, похожий на тритона. Кроме легких по обе стороны головы у него есть внешние жабры. В воде протеи дышат жабрами, на суше — легкими. Обитатели вод и глубоких пещер, они имеют змеевидную форму, прозрачные, бесцветные, без пигментов. У взрослых особей глаза прикрывает кожа, а у личинок есть зачаточные глаза.
У цветочных растений, которые перешли в водную среду, листовые пластинки стали узкими, нитевидными, ведущие ткани перестали развиваться. Исчезли устьица, не изменились только цветы (лютик водяной, ряска, роголистник).
Генетической основой эволюционных изменений, ведущих к упрощению уровня организации, являются мутации. Например, если сохранившиеся недоразвитые органы — рудименты, альбинизм (отсутствие пигментов) и другие мутации — не исчезают в процессе эволюции, то они встречаются у всех членов данной популяции.

## Взаимосвязь между направлениями биологической эволюции
В эволюции органического мира выделяют три направления:
- ароморфоз — повышение уровня организации живых организмов;
- идиоадаптация — приспособление живых организмов к условиям окружающей среды без принципиальной перестройки их биологической организации;
- дегенерация — упрощение уровня организации живых организмов, что приводит к биологическому регрессу.

Связь между ароморфозом, идиоадаптацией и дегенерацией в эволюции органического мира неодинакова. Ароморфоз в сравнении с идиоадаптацией происходит реже, но именно он знаменует новый этап в развитии органического мира. Ароморфоз приводит к возникновению новых высокоорганизованных систематических групп, которые занимают другую среду обитания и приспосабливаются к условиям существования. Даже эволюция идет путем идиоадаптации, иногда и дегенерации, которые обеспечивают организмам завоевание и освоение новой для них среды обитания.